# La Rivière-Drugeon
La Rivière-Drugeon ist eine französische Gemeinde mit 927 Einwohnern (Stand: 1. Januar 2022) im Département Doubs in der Region Bourgogne-Franche-Comté.

## Geographie
La Rivière-Drugeon liegt auf 825 m über dem Meeresspiegel, etwa elf Kilometer westsüdwestlich der Stadt Pontarlier (Luftlinie). Das Dorf erstreckt sich im Jura, auf dem weiten Hochplateau von Arlier (Pontarlier-Frasne), beidseits des Drugeon, der hier zu einem Weiher aufgestaut ist, nordwestlich der Montagne du Laveron. 
Die Fläche des 19,16 km² großen Gemeindegebiets umfasst einen Abschnitt des französischen Juras. Der Hauptteil des Gebietes wird vom Hochplateau von Arlier eingenommen, das durchschnittlich auf 830 m liegt. Es ist überwiegend von Wiesland bedeckt, zeigt aber auch größere Moorgebiete. Entwässert wird das Gebiet durch den Drugeon nach Nordosten zum Doubs. Früher mäanderte der Drugeon durch die Moorfläche, heute ist er weitgehend kanalisiert und südlich des Dorfes zu einem Weiher aufgestaut. Mit einem schmalen Streifen reicht der Gemeindeboden nach Nordwesten über das ausgedehnte Plateau bis zur Combe de la Rochette. Nach Südosten erstreckt sich das Gemeindeareal über einen steilen Waldhang auf den Höhenrücken der Montagne du Laveron, der in geologisch-tektonischer Hinsicht eine Antiklinale des Faltenjuras bildet. Auf der Kuppe des Bois de Chôle wird mit 1112 m die höchste Erhebung von La Rivière-Drugeon erreicht. 
Nachbargemeinden von La Rivière-Drugeon sind Chapelle-d’Huin, Bulle und Bannans im Norden, Sainte-Colombe im Osten, La Planée und Bouverans im Süden sowie Dompierre-les-Tilleuls im Westen.

## Geschichte
Das Gemeindegebiet von La Rivière-Drugeon war schon sehr früh besiedelt. Bei Ausgrabungen des Tumulus du Grand Communal wurden Gegenstände aus der Bronzezeit und der Eisenzeit zutage gefördert.
Im Mittelalter befand sich hier eine Burg, die den Herren von Chalon gehörte. Mit der Zeit entwickelte sich La Rivière zu einem Burgflecken. Zur Herrschaft La Rivière gehörten die Nachbardörfer Bonnevaux, Bouverans, Dompierre und Frasne. Zusammen mit der Franche-Comté gelangte das Dorf mit dem Frieden von Nimwegen 1678 an Frankreich. Um Verwechslungen mit anderen Gemeinden des gleichen Namens zu vermeiden, wurde La Rivière 1923 offiziell in La Rivière-Drugeon umbenannt. Seit 2003 ist La Rivière-Drugeon Mitglied des Gemeindeverbandes Plateau de Frasne et du Val du Drugeon.

## Sehenswürdigkeiten
Die Pfarrkirche Saint-Nicolas wurde im 15. Jahrhundert in gotischen Stilformen erbaut. Sie besitzt eine reiche Ausstattung, darunter Grabplatten aus dem 16. Jahrhundert, Holzstatuen aus dem 15. und 16. Jahrhundert und eine Kanzel (17. Jahrhundert). Von der mittelalterlichen Burg sind nur noch wenige Überreste der Umfassungsmauern erhalten.
Die größte Attraktion des Dorfes ist das jedes Jahr am dritten Juni-Wochenende stattfindende Schneckenfest ("Fête des Escargots"), bei dem rund 30.000 Weinberg-Schnecken (inzwischen osteuropäischer Herkunft) verspeist werden. Das Schneckenfest geht über drei Tage und hat inzwischen überregionalen Kultstatus erreicht.

## Bevölkerung
| Jahr                       | 1962 | 1968 | 1975 | 1982 | 1990 | 1999 | 2006 | 2016 |
| Einwohner                  | 553  | 554  | 466  | 520  | 635  | 645  | 730  | 893  |
| Quellen: Cassini und INSEE |      |      |      |      |      |      |      |      |

Mit 927 Einwohnern (1. Januar 2022) gehört La Rivière-Drugeon zu den kleinen Gemeinden des Départements Doubs. Nachdem die Einwohnerzahl in der ersten Hälfte des 20. Jahrhunderts deutlich abgenommen hatte (1896 wurden noch 720 Personen gezählt), wurde seit Mitte der 1970er Jahre wieder ein kontinuierliches Bevölkerungswachstum verzeichnet.

## Wirtschaft und Infrastruktur
La Rivière-Drugeon war bis weit ins 20. Jahrhundert hinein ein vorwiegend durch die Landwirtschaft, insbesondere Milchwirtschaft und Viehzucht, sowie durch die Forstwirtschaft geprägtes Dorf. Daneben gibt es heute einige Betriebe des Kleingewerbes, darunter eine Sägerei. Mittlerweile hat sich das Dorf auch zu einer Wohngemeinde gewandelt. Viele Erwerbstätige sind Wegpendler, die in den größeren Ortschaften der Umgebung, hauptsächlich in Pontarlier ihrer Arbeit nachgehen. Immer mehr Erwerbstätige pendeln heutzutage in die nahegelegene Schweiz, weil dort die Verdienstmöglichkeiten um ein Vielfaches höher sind, als in der strukturschwachen Region Doubs.
Die Ortschaft liegt abseits der größeren Durchgangsstraßen an einer Departementsstraße, die von Pontarlier nach Bonnevaux führt. Weitere Straßenverbindungen bestehen mit Bannans, Bulle und Dompierre-les-Tilleuls. La Rivière-Drugeon besitzt einen Bahnhof an der Eisenbahnlinie, die Frasne mit Pontarlier und Neuenburg verbindet.